# Bembidion callens
Bembidion callens är en skalbaggsart som beskrevs av Thomas Casey. Bembidion callens ingår i släktet Bembidion och familjen jordlöpare. Inga underarter finns listade i Catalogue of Life.